# Percy Zaga Bustinza
Percy Zaga Bustinza (Puno, 1945 - Arequipa, 2017) es un educador, político, periodista y escritor peruano reconocido como una figura de la literatura puneña contemporánea. Se ha enfocado en promover la difusión del conocimiento cultural y académico en el altiplano peruano.

## Biografía
Nació en la ciudad de Puno el año 1945. Realizó estudios en la Universidad Nacional de Educación Enrique Guzmán y Valle "La Cantuta", donde se formó como maestro, y posteriormente estudió literatura en la Universidad Nacional Mayor de San Marcos. Su carrera como docente dejó un legado a través de sus talleres de poesía, que lo llevaron a ser declarado ciudadano de Cabanillas e Hijo predilecto.Tuvo participación activa en el Sindicato Unitario de Trabajadores de la Educación del Perú (SUTEP).
Zaga publicó 13 obras, su poesía se caracteriza por su conexión con la cotidianidad y el entorno sociocultural de Puno. Su labor cultural incluyó la fundación de la Promoción Intelectual Carlos Oquendo de Amat, considerada el segundo movimiento cultural más relevante de Puno después de Grupo Orkapata, además del Grupo de Arte Utaraya y el Grupo Qlisgen. También tuvo  participación en el Centro Federado de Periodistas y el Colegio de Periodistas.Percy Zaga  ha estado vinculado al grupo Sicuris Juventud Obrera de Puno, una de las agrupaciones representativas de la música tradicional puneña, con más de un siglo de historia.
Percy Zaga mantuvo una relación cercana con el escritor y periodista Carlos Meneses, reconocido por su labor en la difusión de la literatura peruana en España. Tras el fallecimiento de Meneses en 2019, Zaga Bustinza fue mencionado en una nota de despedida publicada en 5 Metros de Poemas, donde se destacó su vínculo con el autor y su compromiso con la literatura.
En sus últimos años, Zaga se dedicó a la investigación histórica, recopilando información de más de 300 periódicos para documentar la historia de la educación y el periodismo en Puno. Falleció en 2017.
En el 2020 y por octavo año consecutivo Radio Onda Azul, el Grupo Utaraya, Sicuris Juventud Obrera y la Municipalidad Provincial de Puno llevaron a cabo el “Reconocimiento y Homenaje a los Ilustres Personajes de la Historia Cultural de Puno” donde Percy Zaga fue homenajeado.
En el 2021, la Dirección Regional de Educación de Puno emitió la Resolución N.º 1225-2021-DREP, mediante la cual se reconoció la trayectoria y aporte de Percy Zaga Bustinza a la educación y la cultura en la región. 
En el 2024 Percy Zaga fue uno de los poetas reconocidos en la sexta edición del Concurso de Poesía "Libro de Oro", organizado en el marco de la Festividad de la Virgen de la Candelaria en Puno. Este certamen destacó la obra de diversos escritores que han contribuido a la literatura y la identidad cultural de la región.

## Obras
Destacó por sus investigaciones y su poesía, obras que reflejan su profundo compromiso con la cultura andina consolidándose como una figura clave de la literatura puneña. Entre sus publicaciones más notables se encuentran:
- A Mayte (Puno, 1971)
- Mi país (Lima, 1971; Puno, 1973; Puno, 1981; Juliaca, 1991)
- Cinematógrafo de lienzo y bambú (Lima, 1992; Puno, 2010)
- Poemas (Juliaca, 1997)
- Mi ciego, mi gallo y tú (Puno, 2003)
- Mapa sin fronteras (Juliaca, 2011)

Participación en Revistas:
- Qlisgen (1984)

Participación en Ediciones:
- La hoja de poesía "Oquendo"
- Cinematógrafo de lienzo bambú. Abra el libro como si fuera un paraguas.

Monografías:
- Distrito de Cabanillas